# 月球交點
月球交點是月球的軌道交點，它是月球軌道在天球上穿越過黃道（太陽在以恆星為背景的天球上移動的路徑）的位置。升交點是月球穿越黃道進入北方的點，降交點是穿越黃道進入南方的點。
食的發生只會在交點的附近：
當新月的時候經過交點附近會發生日食；而在滿月的時候經過交點附近會發生月食。一次食的發生，月球與交點的距離必須小於15°。
月球交點在黃道上的進動相較於月球的軌道是很快速的（稱為交點周期，章動周期是6793.5天或18.5996年，這不同於沙羅或是食的周期）。

## 名稱和符號
這兩個交點在世界不同的地區有著不同的名稱。
由於升交點是月球軌道與黃道交會並由黃道南側進入北側的點，因此有時被稱為北交點。在歐洲的古籍中，它也被稱為龍之頭（Caput Draconis或Anabibazon）， 升交點的符號是，天文學的的符號是龍的頭。從黃道北側進入南側的降交點也有相同的情形，有時就稱為南交點，它也被稱為龍之尾（Cauda Draconis或Catabibazon），而它的符號就是升交點符號的反轉：。要注意的是所謂的北交點因為交點的循環，在實際上也可能就是南交點。
在印度天文學，升交點稱為羅睺，同時降交點稱為計都。

## 赤緯的極值
月球軌道對黃道的傾斜大約是5度：因此，月球在黃道上的緯度變化只在南北緯5度的範圍之內。黃道相對於天球赤道（垂直於地球自轉軸的平面）的傾斜角度大約是23.4°，結果是在18.6年的交點周期，月球軌道的升交點相對於春分點，可以在赤緯的南北兩端達到一個極大值。也就是它在地平線出沒的位置在南北方向上有個極限值；過中天的高度也有最高點和最低點；新月首見的時刻也存在著潛在的極限值。此外，明亮的昴宿星團位於黃道緯度的北緯4度，幾乎就在月掩星極限位置，因此在交點周期中有一小段的時間會被掩蔽。

## 外部連結
- Sun and Moon Polar Applet （页面存档备份，存于）, showing moonrise/moonset azimuths
- Astronomy Answers （页面存档备份，存于）: What are the standstills of the Moon?
- Eclipses, Cosmic Clockwork of the Ancients （页面存档备份，存于）